# Eogan II Taidlech
Eogan II Taidlech („Wspaniały”), zwany Mug (Mog) Nuadat („Niewolnik Nuady”) – legendarny król Munsteru z rodu Milezjan (linia Emera (Ebera) Finna) w latach ok. 170-200, syn Mug (Mog) Neita (Maga Neida), w siódmym stopniu potomka Duacha III Dallta Dedada, stryja Mileda, zwierzchniego króla Irlandii, założyciel i eponim dynastii Eóganacht.
Eogan walczył w stu bitwach z Connem Stu Bitew, zwierzchnim królem Irlandii. Tenże arcykról był w końcu zmuszony podzielić się z Eoganem najwyższą władzą. Odtąd Irlandia została podzielona na połowę Mogha (irl. Leath Mogha) i połowę Conna (irl. Leath Cuinn), późniejsze krainy Munster i Connacht. Linia miała przebiegać między Zatoką Galway a Dublinem. Opowieść ta była brana poważnie przez historyków, aż do XIX w. Jest to uczona legenda, urabiająca imiona rzekomych eponimów z nazw prowincji. Mug Nuadat ani Conn nie byli znani starszej tradycji, irlandzkiej epice historycznej. Przydomek Eogana daje nam pewne informacje na temat pochodzenia władzy jego domniemanych potomków, związanej mocno z ośrodkiem kultowym w Cashel. Prawdopodobnie władza była, w porównaniu z innymi prowincjami, bardziej przesiąknięta elementami religijnymi.
Po pewnym czasie Conn Stu Bitew najechał „Leth Moga” i wygnał Muga z Irlandii. Eogan wówczas schronił się w Hiszpanii. Postanowił wrócić z armią, ale został pokonany i zabity przez Conna w Mag Léna (Kilbride, hrabstwo Offaly) (według innych wersji Conn zabił zdradziecko Muga w jego łóżku). Prawdopodobnie Conn przekazał zdobyty Munster swemu zięciowi Conaire’owi Caemowi. Eogan miał żonę Bearę, córkę króla Hiszpanii Ebera, z którą miał syna Aililla Oluma oraz dwie córki, Caomell i Scothniam. Miał jeszcze dwóch synów: Lugaida Lagę i Fiachnę. Tenże Ailill Olum poślubił Sadb, córkę arcykróla Conna, wdowę po MacNiadzie mac Lugdach z milezjańskiej linii Itha.